# 荀彘
荀彘（？—前108年），西汉将军，太原广武人。

## 生平
荀彘因善于驾车，在宫中侍奉。他担任校尉多次跟随大将军衛青出征。元封三年（前108年），荀彘担任左將軍，出征卫氏朝鲜，与楼船将军杨仆为将军，與杨仆配合不力、贻误战机，杨仆被荀彘扣押，灭朝鲜后，汉武帝以争功为由，诛杀荀彘，杨仆当诛，赎为庶人。

## 註解
1. ↑  《汉书》卷六：樓船將軍楊僕坐失亡多免為庶民，左將軍荀彘坐爭功棄市。

## 延伸阅读
[在维基数据编辑]
 《史記/卷111》，出自司馬遷《史記》